# Nemskij rajon
Il Nemskij rajon (in russo Немский район?) è un rajon dell'Oblast' di Kirov, nella Russia europea. Istituito nel 1929, il cui capoluogo è Nema.